# Aéroport international de Khodjent
L'aéroport international de Khodjent  (code IATA : LBD • code OACI : UTDL) est un aéroport desservant la ville de Khodjent, la seconde ville du Tadjikistan. Il se situe en dehors de la ville, précisément dans la ville de Chkalovsk.

## Situation
| Douchanbé Bokhtar Kulob Khodjent Khorog |

## Installations
L'aéroport dispose d'une piste orientée 08/26 revêtue en bitume de 3200 mètres de long sur 50 de large.

## Compagnies aériennes et destinations
| Compagnies                   | Destinations |
| ---------------------------- | --- |
| China Southern Airlines      | Ürümqi-Diwopu |
| NordStar                     | Krasnoïarsk-Iémélianovo, Saint-Pétersbourg-Poulkovo                                                                                                  |
| S7 Airlines                  | Moscou-Domodédovo, Novossibirsk-Tolmatchevo |
| S7 Airlines opéré par Globus | Novossibirsk-Tolmatchevo |
| SCAT Airlines                | Chimkent, Taraz |
| Somon Air                    | Douchanbé, Kazan, Krasnodar-Pashkovsky, Moscou-Vnoukovo, Novossibirsk-Tolmatchevo, Sotchi-Adler, Saint-Pétersbourg-Poulkovo, Iékaterinbourg-Koltsovo |
| Tajik Air                    | Moscou-Domodédovo, Novossibirsk-Tolmatchevo, Saint-Pétersbourg-Poulkovo, Sourgout                                                                    |
| Ural Airlines                | Kaluga (Grabtsevo) (en), Kazan, Krasnoïarsk-Iémélianovo, Moscou-Joukovski, Perm, Samara-Kouroumotch, Oufa, Iékaterinbourg-Koltsovo                   |
| Utair                        | Nijnevartovsk (en), Sourgout, Tioumen-Roshchino |
| Yamal Airlines               | Moscou-Joukovski |

Édité le 16/02/2018